# 米哈伊洛夫卡区 (阿穆尔州)
米哈伊洛夫卡区（俄语：Михайловский район）是俄罗斯联邦阿穆尔州下辖的一个区，其行政中心为波亚尔科沃。据2016年统计，该区的人口为14044人。